# 亞歷克希·發克斯
亞歷克希·發克斯（英語：Alexis Fawx，1975年6月23日—），美國女色情演員和模特兒，曾入圍多次AVN獎和XBIZ獎。
發克斯於2010年在色情業出道，在和Bang Bros簽約後開始在佛羅里達州工作。她在2019年的第36屆AVN獎上入圍了最佳身材獎，並於隔年又在第37屆AVN獎上贏得了年度熟女演出獎。

## 外部連結
- 亞歷克希·發克斯的X（前Twitter）
- 亞歷克希·發克斯的Instagram帳戶
- 亞歷克希·發克斯在互联网电影资料库（IMDb）上的資料（英文）
- Alexis Fawx在網際網路成人電影資料庫
- 成人電影資料庫上Alexis Fawx的资料（英文）